# Lugny-Bourbonnais

Lugny-Bourbonnais este o comună în departamentul Cher, Franța. În 1 ianuarie 2021 avea o populație de 34 de locuitori.